# Оріон (яхта)
«Оріон» — крейсерська яхта, що належала яхт-клубу заводу імені 61-го Комунара (Миколаїв, Україна).

## Історія
Яхта була спущена на воду в 1916 році в місті Турку (раніше — Або) в Фінляндії.
В 1919 році яхта перейшла у власність яхт-клубу ВЦРПС і базувалась в яхт-клубі ВЦРПС на Петровському острові в Ленінграді. Експлуатувалась по 1958 рік — до повного зносу. З 1958-го по 1960 рік через відсутність належного догляду прийшла в повну негодність.
В 1960 році яхту (а фактично — те, що від неї залишилось) було передано заводу імені 61-го Комунара в м. Миколаєві. Яхта була відновлена і ходила в плавання до 1990-х років. На той час вона була найстарішою яхтою м. Миколаєва.
З середини 1990-х років не експлуатувалась. На поточний момент не збереглась.

## Технічні характеристики
Корпус яхти був виконаний з червоного дерева. Тип вітрильного озброєння: кеч. Параметри:
- Водотоннажність: 16 т.
- Довжина: 16 м.
- Ширина: 3,5 м.
- Осадка: 2,2 м.
- Висота борту: 0.85 м.
- Фальшкіль: 7,8 т.
- Площа парусів: 150 м².